# The Goodies Sing Songs from The Goodies
The Goodies Sing Songs from The Goodies è il primo album studio del gruppo comico britannico The Goodies distribuito nel 1973.

## Tracce
1. All Things Bright and Beautiful
2. Ride My Pony
3. Stuff That Gibbon
4. Mummy I Don't Like My Meat
5. Show Me the Way
6. Goodies Theme
7. Sparrow Song
8. Taking You Back
9. Sunny Morning
10. Winter Sportsman
11. Spacehopper